# Nagamangala
Nagamangala é uma panchayat (vila) no distrito de Mandya, no estado indiano de Karnataka.

## Geografia
Nagamangala está localizada a 12° 49′ N, 76° 46′ L. Tem uma altitude média de 772 metros (2532 pés).

## Demografia
Segundo o censo de 2001, Nagamangala tinha uma população de 16 050 habitantes. Os indivíduos do sexo masculino constituem 51% da população e os do sexo feminino 49%. Nagamangala tem uma taxa de literacia de 71%, superior à média nacional de 59,5%: a literacia no sexo masculino é de 74% e no sexo feminino é de 67%. Em Nagamangala, 12% da população está abaixo dos 6 anos de idade.